# Sungai Durian (Lamposi Tigo Nagari)
Sungai Durian is een bestuurslaag in het regentschap Payakumbuh van de provincie West-Sumatra, Indonesië. Sungai Durian telt 2100 inwoners (volkstelling 2010).